# Fryksdalsdansen 92
Fryksdalsdansen 92 är ett samlingsalbum från 1992 med dansband som från Fryksdalsdansen 1992. Presentatör: Per Eric Nordquist.

## Låtlista
1. På kärlekens vingar / Max Rogers (Rolf Karlsson)
2. Happy birthday sweet sixteen / Anne Kihlströms orkester
3. Du gör mej galen / Hectors (Ronny Gustavsson)
4. And I know / Hip Cats (M.Andersson/L.Malmström)
5. Det känns så skönt / Kentahz (Live) (B.Andersson/J.Jennehed)
6. Ett liv tillsammans / Johnny Sandins (P.Pettersson-C.Kindbom)
7. Den röda stugan / Cool Candys (Trad/Text: L.Olsson)
8. Vi två tillsammans / Kellys (G.Werner/J.Ingeström)
9. Kung i stan / Arvingarna (E.Maresca/B.Engstrand)
10. Varma sköna sommardag / Kickis (Kristiansson/Afberg/Keith Almgren)
11. Låt nu dina drömmar få leva / Micke Ahlgrens (M.Klaman-K.Almgren)
12. Tycker om dej / Nonstop (R.Ciano/P.Erietti/Sanjust/B.Underberg)
13. För alltid din / Rolf Hulphers Peter Grundström)
14. Good luck charm / Sea Stars (A.Schroeder/W.Gold)
15. Kung kärlek / Lasse Norins (P.O.Ståhlknapp)
16. Ängel i natt / Hobsons (C.de Rouge/G.Mende/J.Ruch/N.S.Appelgate/E.Andersson)